# Wendelstein 7-X

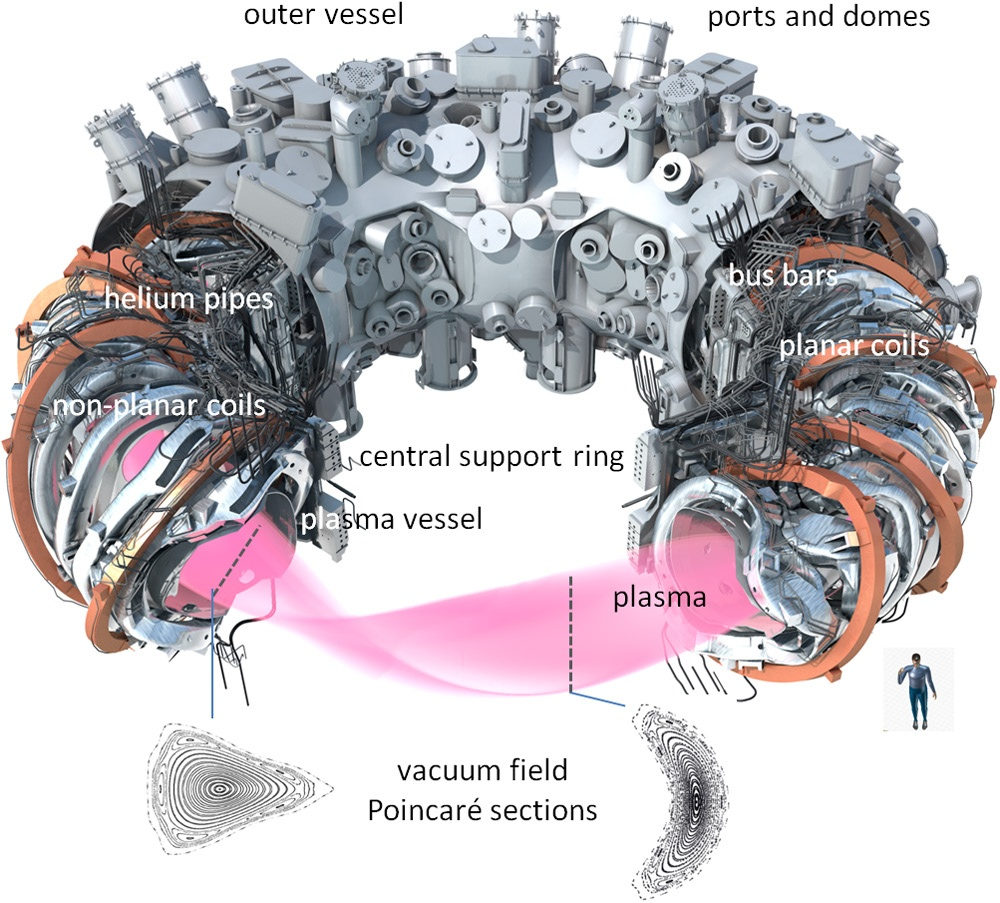
W7-X Computermodell mit Vakuumgefäß, Spulen und Plasma

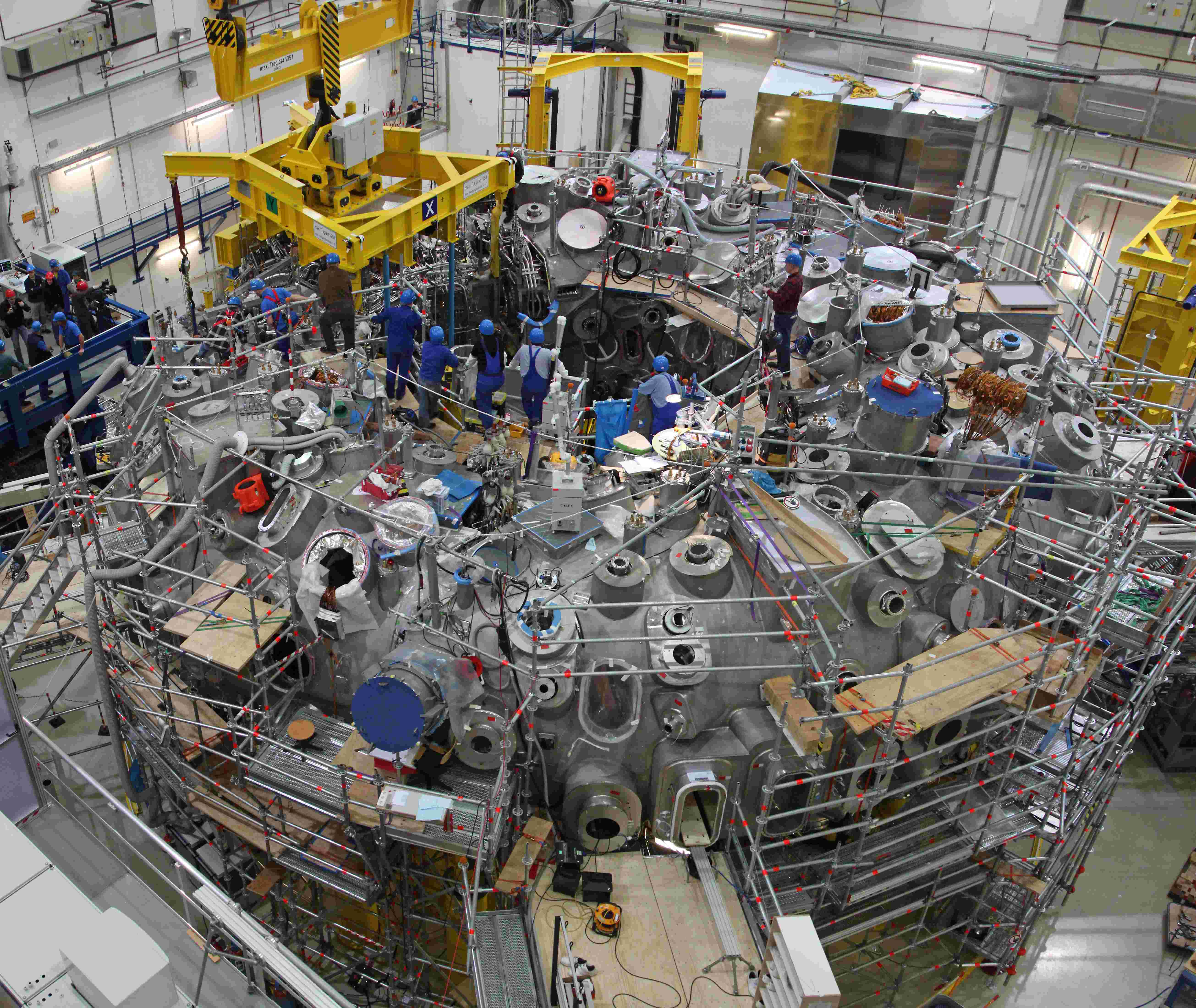
Einbau des letzten der fünf Module des Wendelstein 7-X Ende 2011

Wendelstein 7-X (W7-X) ist eine Experimentieranlage zur Erforschung der Kernfusionstechnik, die in Greifswald vom Max-Planck-Institut für Plasmaphysik (IPP) betrieben wird. Die Hauptkomponente ist ein Stellarator. Mit W7-X sollen die physikalischen und technischen Grundlagen untersucht sowie die prinzipielle Kraftwerkstauglichkeit von Kernfusionsreaktoren des Stellarator-Typs demonstriert werden; für eine nennenswerte Freisetzung von Fusionsenergie ist diese Anlage nicht vorgesehen. Andere Forschungsanlagen wie der im Bau befindliche ITER arbeiten nach dem Tokamak-Prinzip. Für welches Reaktorkonzept man sich bei einem zukünftig eventuell realisierbaren Fusionsleistungsreaktor entscheiden wird, ist zurzeit noch nicht abzusehen.
Kernstück der Anlage ist ein torusförmiger Magnetfeldkäfig mit einem Radius von 5,5 Metern, der das 100 Millionen Grad heiße Plasma einschließt. Dieser Käfig besteht aus einem Kranz von 50 supraleitenden, etwa 3,5 Meter hohen Magnetspulen aus Niob-Titan. Die Masse des eingeschlossenen Plasmas beträgt nur 5 bis 30 Milligramm, die sich auf ein Volumen von etwa 30 Kubikmetern verteilen. Die Anlage ist neben dem Large Helical Device in Japan die weltweit größte Forschungsanlage vom Typ Stellarator.
In der Anlage wurde Ende 2015 das erste Helium-Plasma, Anfang 2016 das erste Wasserstoff-Plasma erzeugt. Um ein flexibles Experimentieren zu ermöglichen, verwendet Wendelstein 7-X im Gegensatz zu ITER und den für die Zukunft geplanten Kernfusionsreaktoren kein Gemisch aus Deuterium und radioaktivem Tritium, sondern in der ersten Experimentphase ein Plasma aus reinem gewöhnlichem Wasserstoff, so dass keine Neutronen freigesetzt werden. Später soll ein Protium-Deuterium-Gemisch verwendet werden, das dann zu Helium-3 oder Tritium fusioniert. Allerdings ist bei den geplanten Temperaturen und Dichten die Fusionsrate sehr gering, so dass nur wenige Neutronen freigesetzt werden. Die Aktivierung der Reaktormaterialien ist dadurch im Vergleich mit zukünftigen Leistungsreaktoren sehr gering. Das Experiment Wendelstein 7-X soll in erster Linie die Einschlusseigenschaften eines optimierten Stellarators sowie dessen Dauerbetriebsfähigkeit untersuchen. 2025 stellte das Fusionsprojekt in einer 43 Sekunden langen Entladung einen neuen Rekord des Tripelproduktes für langlebige Plasmen auf.

## Geschichte und Namensgebung
Für die frühen Stellarator-Experimente am Princeton-Labor für Plasmaphysik hatte man den Namen Matterhorn gewählt, als klar wurde, dass die Fusionsforschung so mühevoll werden würde wie eine Bergbesteigung. Die ersten deutschen Stellaratoren standen im bayerischen Garching bei München. Der Name des Berges Wendelstein in den Bayerischen Alpen wurde bereits Ende der 1950er-Jahre in Anspielung auf die Matterhorn-Experimente gewählt. Auch die gewendelte, verdrillte Form der Magnetfeldlinien könnte bei der Benennung eine Rolle gespielt haben. Die Nummer 7 folgte auf die Stellaratoren der Typen 1 und 2 sowie die Experimente Wendelstein 3–6, die allerdings keine Stellaratoren waren. Der erste große Stellarator am IPP war im Jahr 1975 der W7-A. 1988 folgte W7-AS, der erste Stellarator mit optimierten, modularen Spulen. Wendelstein 7-X ist das direkte Nachfolgeexperiment von W7-AS, mit größeren Dimensionen und zahlreichen Verbesserungen.

## Grundlagen und Ziele des Projekts

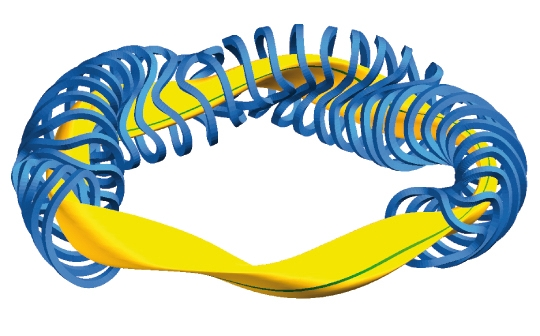
Schematische Darstellung der angestrebten Form des Plasmas (gelb) mit dem Verlauf einer (beispielhaften) magnetischen Feldlinie auf der Plasmaoberfläche (grün) und des dafür erforderlichen Magnetspulensystems (blau)

Mit der Fusionsforschung soll die Möglichkeit der kommerziellen Erzeugung von elektrischer Energie aus der Verschmelzung von Atomkernen erforscht werden. Die Energie der im Kernfusionsreaktor erzeugten freien Neutronen würde dazu in Wärmeenergie umgewandelt und wie in anderen Wärmekraftwerken in einer Turbine mit Generator zur Stromerzeugung genutzt.
Stellaratoren erzeugen das zum Einschließen des Plasmas nötige, torusförmige Magnetfeld und seine notwendige Verdrillung ausschließlich über außerhalb des Plasmagefäßes angeordnete stromdurchflossene Spulen. Damit sind Stellaratoren intrinsisch für kontinuierlichen Betrieb geeignet. Die Spulen des Wendelstein 7-X werden mit flüssigem Helium auf Temperaturen nahe dem absoluten Nullpunkt gekühlt und sind dadurch supraleitend. Ein einmal eingespeister Strom kann darin ohne elektrischen Widerstand beliebig lange fließen und das Magnetfeld dauerhaft aufrechterhalten. Obwohl Wendelstein 7-X die Eigenschaften von Plasmen im Dauerbetrieb untersuchen soll, ist die jeweilige Plasmadauer aus praktischen Gründen (Größe der benötigten Kühlanlage, Betriebskosten) auf jeweils maximal 30 Minuten begrenzt. Dies ist für die Experimente ausreichend, da sich vor Ablauf dieser Zeitspanne alle relevanten Prozesse im Gleichgewicht befinden.
Das zum Stellarator alternative Tokamak-Prinzip erzeugt die verdrillende Komponente des Magnetfeldes durch einen im Plasma selbst fließenden Strom, der im Plasmaring induziert werden muss (etwa wie in der Sekundärwicklung eines Transformators). Dadurch können Tokamaks zunächst nicht kontinuierlich, sondern nur im Pulsbetrieb arbeiten – beim derzeit im Bau befindlichen Experiment ITER werden Pulsdauern von etwa 400 s angestrebt. Ob und wie in Tokamaks ein Strom im Plasma dauerhaft aufrechterhalten werden kann, ist Gegenstand aktueller Forschung.

## Technik und Daten
Wendelstein 7-X ist der größte einer neuen Generation sogenannter optimierter Stellaratoren. Diese nutzen die Gestaltungsmöglichkeiten eines Systems von modularen, nicht-ebenen Magnetfeldspulen. Das für Wendelstein 7-X entwickelte System aus 50 nicht-planaren Spulen nutzt fünf unterschiedliche Spulentypen. Das Magnetfeld, welches das heiße Plasma einschließt, kann hinsichtlich der für einen Reaktorbetrieb notwendigen Kriterien optimiert werden:
- Insbesondere schnelle heiße Plasmateilchen tendieren dazu, aus dem dreidimensional geformten Stellarator-Magnetfeld herauszudriften. Damit würde dem Plasma Energie verlorengehen und es würde auskühlen. In einem optimierten Stellarator kann dieser Effekt minimiert werden. In einem streng ringförmigen, d. h. kontinuierlich rotationssymmetrischen Magnetfeld wie im Tokamak ist dieses Driften der Teilchen bereits aus grundsätzlichen Gründen wesentlich weniger ausgeprägt.
- Diese optimierten Eigenschaften müssen auch dann erhalten bleiben, wenn mit steigender Temperatur und damit steigendem Druck das Plasma beginnt, das Magnetfeld zu beeinflussen, d. h. zu „verbeulen“. Insbesondere muss die durch den Druck bedingte Verschiebung des Plasmarings nach außen (dieser Vorgang ist vergleichbar einem Fahrradschlauch, der beim Aufpumpen ohne Mantel größer wird) minimiert werden. Minimiert werden müssen auch Instabilitäten des Plasmas, die durch die hohen Druckunterschiede zwischen innerem und äußerem Plasma angetrieben werden.

Wendelstein 7-X basiert dabei auf einem integrierten Optimierungs-Konzept, dem sogenannten HELIAS (HELIcally Advanced Stellarator), das auf früheren Wendelstein-Experimenten aufbaut und am IPP Garching Ende der 1980er-Jahre entwickelt wurde. Das gewählte sogenannte quasi-isodynamische Magnetfeld erfüllt die beiden oben genannten Kriterien gleichzeitig und erlaubt sogar noch darüber hinausgehende Optimierungen. Diese werden genutzt, um auch noch elektrische Ströme im Plasma zu minimieren, die von diesem selbst erzeugt werden, was zu einer weiteren Stabilisierung führt.
Das in Garching bis 2002 betriebene Vorläufer-Experiment Wendelstein 7-AS hatte trotz einer noch unvollständigen Optimierung bereits gezeigt, dass die Eigenschaften des Plasmas in der gewünschten Weise beeinflusst werden können. Im Rahmen des Projekts Wendelstein 7-X sollen die Richtigkeit dieses Optimierungskonzepts überprüft und darüber hinaus technische Vorbedingungen für den Dauerbetrieb eines heißen Fusionsplasmas untersucht werden:
- Es muss gezeigt werden, dass das dreidimensionale Magnetfeld trotz der Größe der Komponenten und der hohen Komplexität der Anlage mit ausreichender Genauigkeit und Symmetrie erzeugt werden kann. Zu große Abweichungen könnten einerseits zu lokalen Störungen im Magnetfeld (sogenannten magnetischen „Inseln“) führen oder zu einer unsymmetrischen Belastung der Wärmetauscher-Elemente der ersten Wand (Divertor) und damit zu deren Überhitzung. Dort vom Plasma durch sogenanntes Sputtern aus der Wand herausgeschlagene Atome würden das Plasma verunreinigen und auskühlen lassen.
- Alle dem Plasma zugewandten Komponenten – an hochbelasteten Stellen Graphitkacheln, ansonsten Edelstahlstrukturen – müssen wie später in einem kommerziellen Reaktor gekühlt werden. Gleichzeitig ist wenige Zentimeter dahinter der Betrieb der supraleitenden Magnetfeldspulen bei etwa −270 °C sicherzustellen.
- Heizung, Diagnostik und deren Überwachung müssen für den Dauerbetrieb in einem Reaktor entwickelt werden.

| Mittlerer großer Radius des Plasmas            | 5,5 m                                                                       |
| Mittlerer kleiner Radius des Plasmas           | 0,53 m                                                                      |
| Volumen des Plasmas                            | ≈ 30 m³                                                                     |
| Masse des Plasmas                              | 5–30 mg                                                                     |
| Erwartete Dichte des Plasmas                   | bis zu 1,5 · 1020 Teilchen / m3                                             |
| Erwartete Temperatur der Elektronen            | bis zu 150 Millionen K                                                      |
| Erwartete Temperatur der Ionen                 | bis zu 50 Millionen K                                                       |
| Angestrebte Einschlussdauer (Langpuls-Betrieb) | 30 min                                                                      |
| Volumen des Plasmagefäßes                      | ≈ 50 m³                                                                     |
| Vakuumgefäß                                    | Durchmesser: 16 m; Höhe: 5 m                                                |
| Magnetfeldstärke auf der Achse                 | 3 Tesla                                                                     |
| Plasmaheizung (erste Betriebsphase)            | Mikrowellenheizung: 08 MW Neutralteilcheninjektion: max. 10 MW              |
| Plasmaheizung (Langpuls-Betrieb)               | Mikrowellenheizung: 10 MW Neutralteilcheninjektion: max. 10 MW (10-s-Pulse) |

## Komponenten des Stellarators

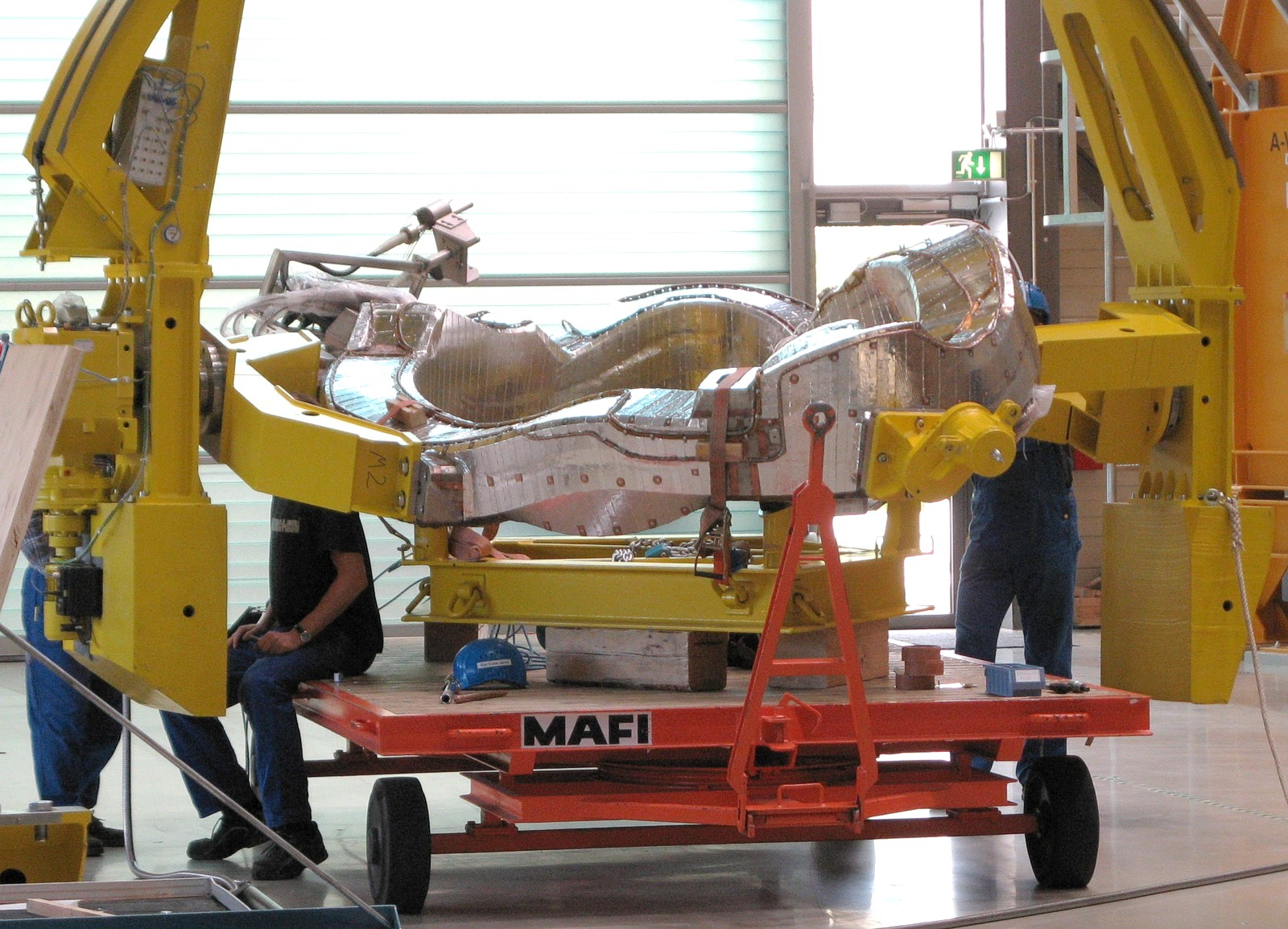
Eine der 50 supraleitenden nichtplanaren Magnetspulen vor der Montage (Durchmesser ≈ 3,5 m, Gewicht ≈ 6 t)

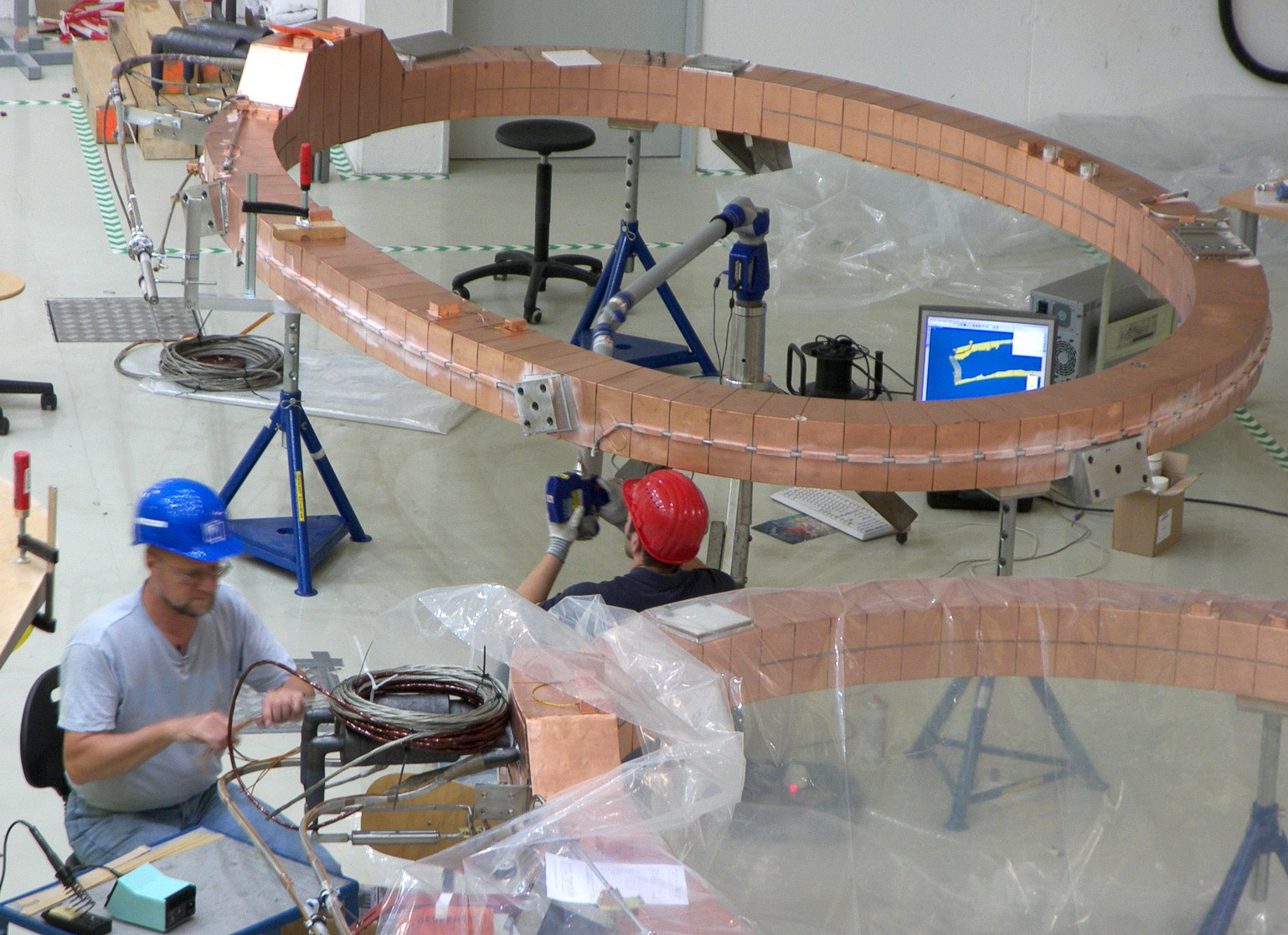
Vorbereitung und Vermessung einer der 20 supraleitenden planaren Spulen

### Magnetsystem

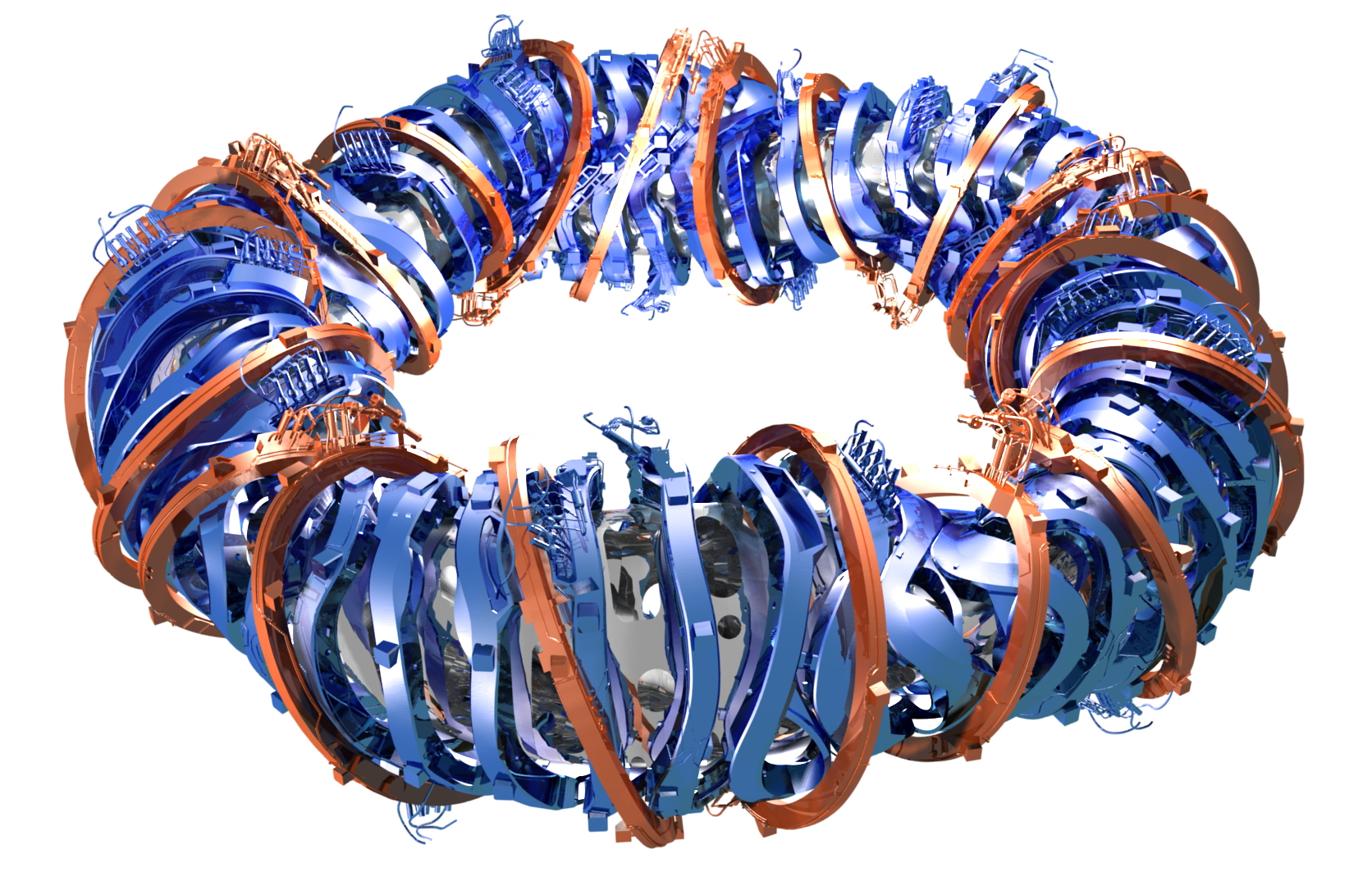
Schematische Ansicht der 50 nichtplanaren Spulen (blau) und 20 planaren Spulen (braun).

Das Stellarator-Magnetfeld hat bei W7-X eine fünfzählige Symmetrie; von oben betrachtet ist das Plasma daher nicht exakt kreisförmig, sondern tendiert zu einem Fünfeck. Das beruht auf den fünf gleichen Modulen, aus denen W7-X aufgebaut ist. Jedes Modul enthält zehn nicht-planare supraleitende Spulen und ist in sich nochmals klappsymmetrisch, so dass jeder Spulentyp im Modul doppelt vorkommt. Die insgesamt 50 nicht-planaren Spulen setzen sich daher aus nur fünf verschiedenen Typen zusammen, was Fertigung und Montage erleichtert. Obwohl dieses Magnetfeld zum Plasma-Einschluss ausreicht, ist W7-X mit weiteren Spulensystemen ausgerüstet, um das Magnetfeld variieren und ggf. für Experimente optimieren zu können:
- In jeder Modulhälfte erlauben zwei planare supraleitende Spulen, die gegensätzlich schräg stehen, je nach ihrer Verschaltung sowohl die toroidale Komponente und damit die Rotationstransformation zu variieren, als auch ein zusätzliches Vertikalfeld zu erzeugen, mit dem das Plasma radial etwas verschoben werden kann.
- Ein Fusionsreaktor benötigt einen Divertor, wo Teilchen, die den inneren Einschlussbereich des Magnetfeldes verlassen, mittels einer Magnetfeldstruktur gezielt auf dafür vorgesehene Prallplatten gelenkt werden. Bei der für W7-X gewählten Konfiguration entstehen solche Strukturen als magnetische Inseln am Plasmarand von selbst, ohne dass dafür wie in Tokamaks noch separate Divertorspulen benötigt werden. Um die Größe dieser magnetischen Inseln und damit die Verteilung der Belastung auf den Prallplatten variieren zu können, sind im Plasmagefäß dicht hinter jedem der zehn Divertoren normalleitende Zusatzspulen angebracht.
- Außerhalb des Vakuumgefäßes wurden fünf normalleitende Trimmspulen installiert, die erlauben würden, eine eventuelle baubedingte Asymmetrie des Magnetfeldes auszugleichen und so eine ungleichmäßige Belastung der Divertoren zu verhindern.

In den supraleitenden nichtplanaren Spulen (Masse je etwa 6 t, Durchmesser jeweils etwa 3,5 m) fließt der Strom mit typischen Stromstärken um 20 kA in Fasern aus einer Niob-Titan-Legierung, die bei Temperaturen unterhalb 10 Kelvin supraleitend ist; erst oberhalb dieser Sprungtemperatur weist sie einen elektrischen Widerstand auf. Die NbTi-Fasern sind in Kupferdrähte eingebettet und zu einem etwa 1 cm dicken Kabel verdrillt, von dem sich je Spule 120 Windungen in einer Aluminiumhülle befinden. Dieses Kabel wird durch flüssiges Helium auf 4 K gekühlt, das bei Normaldruck in den feinen Kapillaren zwischen den Kupferdrähten fließt (Siedekühlung).
Alle supraleitenden Spulen wurden vor dem Zusammenbau unter Betriebsbedingungen hinsichtlich Temperatur, Supraleitung und Magnetfeld qualifiziert. Dabei wurden auch Quench-Tests durchgeführt. Bei einem Quench geht infolge einer lokalen Erwärmung die Supraleitung verloren: der Strom fließt dann in den normalleitenden Kupferadern der Spule, die vorsorglich für solche Fälle dimensioniert sein müssen. Dort fallen dann wegen der großen Stromstärken und des jetzt vorhandenen Widerstands hohe Spannungen an, die zusammen mit Restgas im Vakuum zu Spannungsüberschlägen führen und die Isolation beschädigen könnten. Um dies und eine Überhitzung der Spule bei einer solchen Störung zu vermeiden, wird laufend die Spannung an den Spulen gemessen und bei Auftreten eines kritischen Wertes der Strom außerhalb des Experiments in Widerstände gelenkt, um dort die Energie als Wärme abzugeben.

### Plasmagefäß, Divertor und erste Wand
Das Plasmagefäß aus Edelstahl ist der dreidimensionalen Form des Plasmas angepasst und trennt das Plasma vom Isoliervakuum, das die supraleitenden Spulen umgibt. Den Zugang von außen durch das Isoliervakuum zum Plasma erlauben 255 tunnelartige Öffnungen (Ports).
Plasmaseitig ist ein wassergekühlter Wandschutz vorgebaut: für hochbelastete Stellen – vor allem auf der Torusinnenseite – ein mit Graphitkacheln armierter Hitzeschild aus wassergekühlten CuCr1Zr-Platten (maximale lokale Belastung 500 kW/m², mittlere Belastung 250 kW/m²), an geringer belasteten Stellen wasserdurchflossene Edelstahlpaneele (maximale lokale Belastung 200 kW/m², mittlere Belastung 100 kW/m²).
Auf die wassergekühlten Prallplatten der insgesamt zehn Divertoren – pro Modul jeweils einer oben und unten – werden diejenigen Teilchen (z. B. die unvermeidlichen Verunreinigungen) gelenkt, die aus dem Einschlussgebiet des Magnetfeldes entfernt werden müssen. Die Prallplatten aus CFC (Carbon Fibre Carbon Composite) auf wassergekühlten CuCr1Zr-Fingern sind für eine lokale Wärmelast von 10 MW/m² im Langzeitbetrieb ausgelegt, was den Grenzen des technisch Realisierbaren entspricht. Die Geometrie des Divertors und des Magnetfeldes davor hilft, möglichst viel der Energie in Strahlung umzuwandeln und dadurch gleichmäßiger zu verteilen. Hinter dem Divertor eingebaute Pumpen helfen den Rückstrom von neutralisierten Wasserstoffatomen zurück ins Plasma zu kontrollieren. Neutrale Wasserstoffatome, die z. B. aus den Prallplatten ausgasen, werden vom Magnetfeld nicht beeinflusst und würden ansonsten möglicherweise die Teilchendichte im Zentralplasma unkontrolliert ansteigen lassen. Gleichzeitig wird das Eindringen von Verunreinigungen, die beim Aufprall der Plasmateilchen aus den Prallplatten herausgeschlagen werden, in das Hauptplasma erschwert.
In der ersten Experimentphase wird der endgültig vorgesehene Langpuls-Divertor (High Heatflux Divertor, HHF) zur Minimierung von Entwicklungsrisiken durch eine geometrisch identische, aber nur durch thermische Trägheit gekühlte Test Divertor Unit (TDU) ersetzt. Diese lässt zwar nur Versuchszeiten von etwa 10 s zu, ist aber unempfindlicher gegen kurzfristige lokale Überhitzung und erlaubt so, zunächst Erfahrung mit dem Divertorbetrieb zu sammeln und ggf. kritische Stellen hinsichtlich Überhitzung zu identifizieren. Für eine Dauerkühlung dürfen die Oberflächen der Prallplatten nicht zu weit vom Kühlwasser entfernt sein – d. h. die Prallplatten dürfen nicht zu dick sein – um die Temperaturdifferenzen zum Kühlwasser nicht zu groß und damit die Maximaltemperaturen nicht zu hoch werden zu lassen. Ein Divertor für den Dauerbetrieb ist daher überraschenderweise gegen kurzfristige Überhitzung empfindlicher als ein ungekühlter, der wegen seiner dickeren Wandstärke ein trägeres Temperaturverhalten hat.

### Kryostat
Die supraleitenden Spulen und die sie tragenden Stahlstrukturen müssen sowohl gegen die Umgebung als auch gegen das heiße Plasma thermisch isoliert werden. Sie befinden sich dazu in einem sogenannten Kryostaten nach dem Prinzip einer Thermoskanne (allerdings ist hier – im Gegensatz zum heißen Tee – das kalte Objekt innen): Die Spulen befinden sich dazu in einem Vakuumtank, der durch das Plasmagefäß einerseits und das Außengefäß der Anlage andererseits gebildet wird. Kryoschilde umgeben die Spulen und halten – selbst gekühlt – restliche Wärmestrahlung von ihnen ab. Den Zugang durch dieses Vakuumgefäß und zwischen den supraleitenden Spulen hindurch zum Plasma – etwa für Heizung, Kühlleitungen oder Diagnostik – ermöglichen 255 etwa 1,8 m lange ebenfalls wärmeisolierte Stutzen (sogenannte Ports).

### Stützstrukturen
Sämtliche supraleitenden Spulen hängen an einer zentralen Ringstruktur und müssen auch gegeneinander abgestützt werden, da sie sich mit Abkühlen auf Arbeitstemperatur und mit dem Einschalten der Magnetfelder gegeneinander bewegen. Dabei treten zum Teil ganz erhebliche Kräfte auf, was die Anzahl der zulässigen Betriebszyklen der Anlage begrenzt. Um Materialermüdung zu vermeiden, wird man daher die Zahl der Konfigurationswechsel möglichst begrenzen und das mit Supraleitung erzeugte Magnetfeld jeweils über einen längeren Zeitraum (z. B. eine Woche) unverändert lassen. Insgesamt beträgt die Masse des Stellarators etwa 800 t, wovon 425 t kalt gefahren werden müssen. Ein Abkühlvorgang dauert voraussichtlich 1 bis 2 Wochen (1 bis 2 K pro Stunde).

### Plasmaheizung

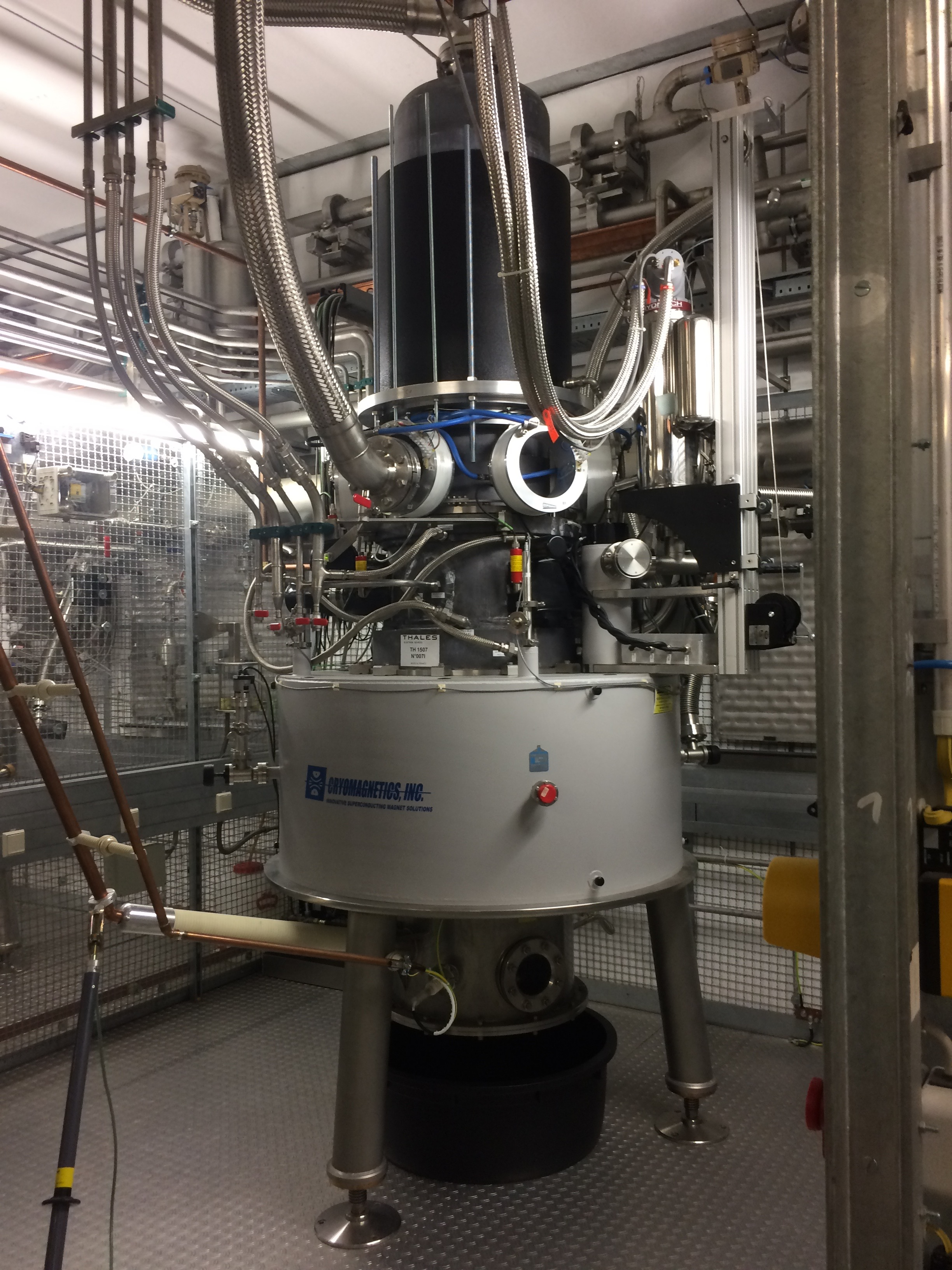
Gyrotron, 140 GHz, 1 MW, 2017

Wichtigste Heizmethode ist die Elektronen-Zyklotron-Resonanzheizung (ECRH) mit Mikrowellenstrahlen. Dabei werden die Elektronen, die sich im Magnetfeld aufgrund der Lorentzkraft auf Schraubenbahnen um die Feldlinien bewegen („gyrieren“), mit genau dieser Gyrationsfrequenz beschleunigt. Die verwendeten Magnetfelder haben eine Stärke von 2,5 T. W7-X ist hierfür mit zehn Gyrotronsendern ausgestattet, die bei der benötigten Gyrationsfrequenz von 140 GHz je einen Mikrowellenstrahl von etwa 1 MW erzeugen. Die Strahlen werden über eine Spiegeloptik in das Plasma gelenkt. Die für W7-X entwickelten und in der Mehrzahl bereits einsatzfähigen Sender sind die ersten Seriengyrotrons, die diese Leistung über eine halbe Stunde abgeben können. Das ECRH-System wurde über das Karlsruher Institut für Technologie (KIT) finanziert und vom KIT in Zusammenarbeit mit dem IGVP (früher IPF) der Universität Stuttgart und dem ECRH-Team des IPP Greifswald aufgebaut und getestet.
Für kürzere Zeiten (jeweils 10 s lang, alle paar Minuten) stehen von Anfang an vier – in einer späteren Ausbaustufe acht – Neutralteilchen-Injektorquellen (PINIs) zur Verfügung (aufgeteilt auf zwei Injektorboxen). Dies sind Teilchenbeschleuniger für Wasserstoffionen mit nachgeschaltetem Neutralisator, so dass letztlich neutraler Wasserstoff in das Plasma injiziert wird. Die neutralen Atome können in das Magnetfeld eindringen (Ionen würden am Magnetfeld abgelenkt). Jede Quelle liefert etwa 1,5 MW in das Plasma.
Die in der ersten Operationsphase erreichbare Heizleistung ist durch die Anzahl der zunächst fünf zur Verfügung stehenden Hochspannungs-Versorgungen auf maximal 13 MW begrenzt. Diese Leistung wird über ein Umspannwerk aus dem Netz entnommen.

### Versorgungseinrichtungen
Zur Versorgung des Stellarators dienen die Helium-Kryoanlage, die Systeme zur Wasserkühlung, die Vakuumpumpen sowie die Anlagen zur Bereitstellung elektrischer Energie.
Während der Experimente müssen trotz thermischer Dämmung 5 kW Wärmeleistung abgeführt werden, um die Magnete und ihre Abstützung (rund 425 Tonnen Material) auf Supraleitungstemperatur zu kühlen bzw. kühl zu halten. Diese dauerhafte Kühlung ist durch die Restwärmeleitfähigkeit der eingesetzten Dämmwerkstoffe bedingt. Bei Temperaturen nahe dem absoluten Nullpunkt kann eine Kühlung nicht mehr von einer üblichen Kältemaschine geleistet werden, sondern benötigt flüssiges Helium, das bei 4,22 K (−268,93 °C) siedet. Dieses Kühlsystem muss in hohem Maß gasdicht sein, damit kein Helium in das Isoliervakuum des Stellarators eindiffundiert und dort die Isolation verschlechtert.

## Projektverlauf
Die Grundlagen eines Stellarators mit Optimierung des Magnetfeldes nach dem in Garching entwickelten HELIAS-Konzept durch nichtplanare und supraleitende Spulen wurden auf der IAEA-Konferenz 1988 in Nizza vorgestellt und die weitgehend ausgearbeitete Bewerbung um Unterstützung durch die EU im August 1990 eingereicht. Im Umfeld der deutschen Wiedervereinigung war die Finanzierung eines solchen Projekts zunächst offen, eine versuchte Europäisierung scheiterte trotz positiver internationaler Begutachtung und Empfehlung an die EU-Kommission im Mai 1994. Die Option, das Projekt in den neuen Bundesländern zu installieren, führte über die Gründung eines IPP-Teilinstituts in Greifswald 1996 sowohl zur nationalen Finanzierung im Rahmen einer Verwaltungsvereinbarung zwischen dem Bundesforschungsministerium und den Kultusministerien von Mecklenburg-Vorpommern und Bayern als auch, nach einer zweiten europäischen Begutachtungsphase, zu einer Finanzierungszusage der EU-Kommission.

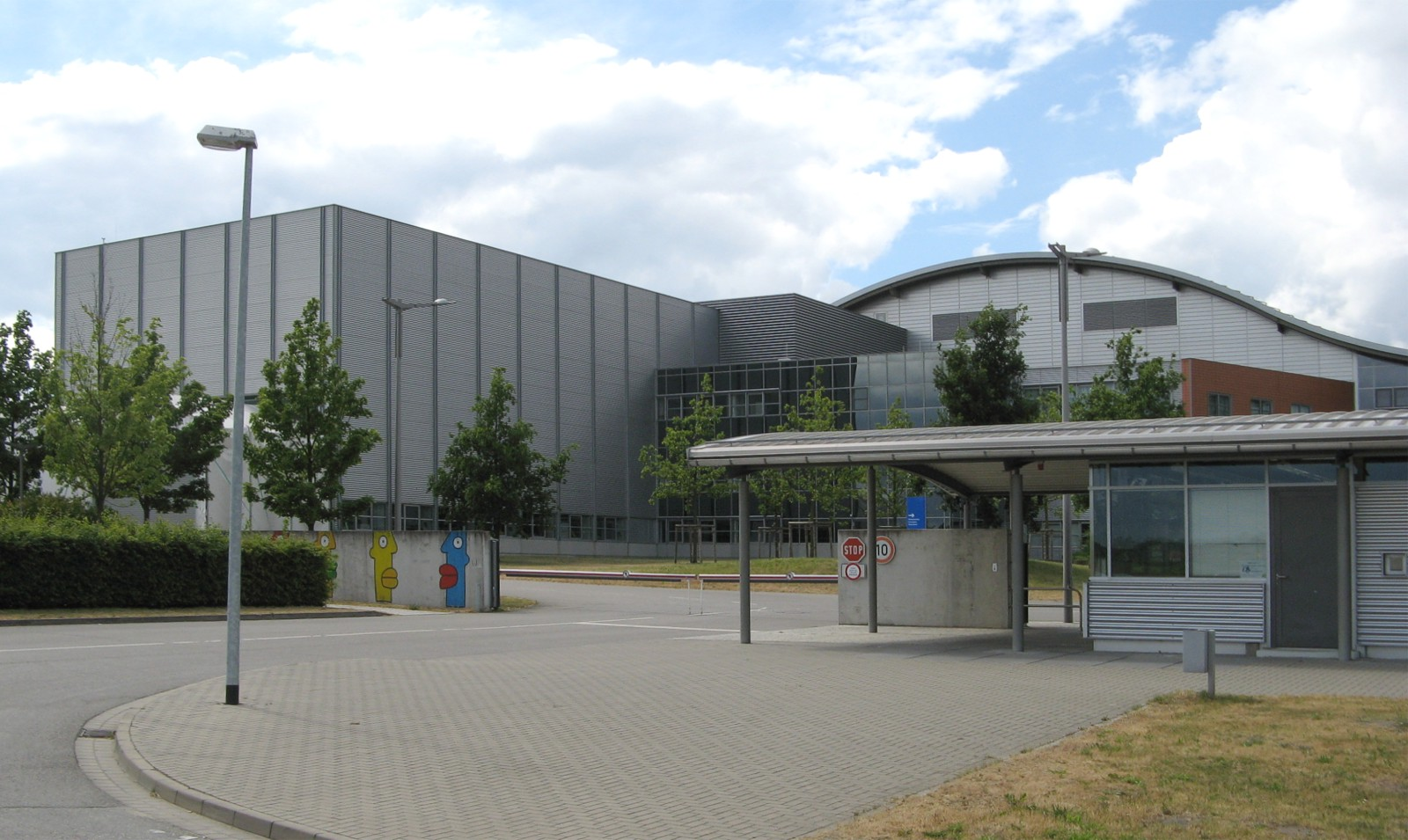
Gebäudekomplex Wendelstein 7-X IPP in Greifswald, links die Experimentierhalle

Der 1997 begonnene Neubau des Instituts wurde im April 2000 bezogen. Ende 2003 konnten die ersten Großkomponenten – eine nichtplanare supraleitende Spule und der erste Sektor des Plasmagefäßes – geliefert werden. 2005 wurde mit der Montage des ersten der Halbmodule begonnen. Es zeichnete sich aber ab, dass der Übergang von bisherigen Großlabor-Experimenten zur Komplexität eines dauerhaft mit supraleitenden Spulen betriebenen Stellarators mit der Notwendigkeit, alle Komponenten im Gefäß zu kühlen, nicht in der Struktur einer W7-X-Aufbauabteilung mit Industriebetreuung realisierbar war. Die notwendige Umstrukturierung und personelle Verstärkung führte zur 2004 gegründeten Unternehmung W7-X mit insgesamt acht Teilbereichen und etwa 480 Mitarbeitern während der Bauphase und einem nach ISO 9001 zertifizierten und vom TÜV-Nord CERT seit 1/2010 regelmäßig überwachten Qualitätsmanagement. Dieses in einem wissenschaftlichen Experiment eher seltene Vorgehen wurde gewählt, um zu zeigen, wie trotz der Komplexität einer solchen Fusionanlage die geforderten technischen Eigenschaften dem Stand von Wissenschaft und Technik gemäß erreicht werden können. Das Qualitätsmanagement betrifft die Durchführung und Dokumentation aller Arbeits- und Designprozesse, die Spezifikation aller Komponenten und ihrer Schnittstellen, die Vergabe und Überwachung der Komponentenherstellung sowie den Umgang mit Qualitätsabweichungen und die Überwachung aller Montageschritte.
2008 wurde die letzte der supraleitenden nichtplanaren Spulen erfolgreich getestet. Seit September 2011 ist mit dem fünften Modul der Torus in der Experimenthalle vollständig. Die letzte Schweißverbindung der Module wurde Mai 2013 geschlossen. Im Herbst 2012 begann die komplexe Montage der Komponenten innerhalb des Plasmagefäßes und der Aufbau der Peripherie in der Experimenthalle. Die Montage und Verrohrung des Stellarators selbst wurde planmäßig im Mai 2014 abgeschlossen, so dass mit der schrittweisen Inbetriebnahme begonnen werden konnte: Seit Herbst 2014 besteht das Isoliervakuum im Kryostaten. Das Plasmagefäß selbst wurde nach Ende der für die erste Experimentphase benötigten Inneneinbauten und Diagnostik-Kalibrierarbeiten im März 2015 geschlossen. Im April 2015 wurde nach einer gut dreiwöchigen Abkühlphase die Arbeitstemperatur der supraleitenden Spulen von 3,8 K erreicht, so dass Ende April mit den Tests der supraleitenden Spulen begonnen werden konnte. Nach den erfolgreichen Tests der Magnetfelder – auch im Dauerbetrieb – beendete eine Vermessung des Magnetfeldes mit Elektronenstrahlen den Aufbau des Stellarators. Dabei wurde nicht nur der zwiebelschalenartige Aufbau des Magnetfeldes in geschlossenen Flussflächen nachgewiesen, sondern es zeigte sich auch eine sehr geringe Abweichung von der berechneten Magnetfeldstruktur; eine Bestätigung der hohen Präzision beim Aufbau des Experiments.

### Montage

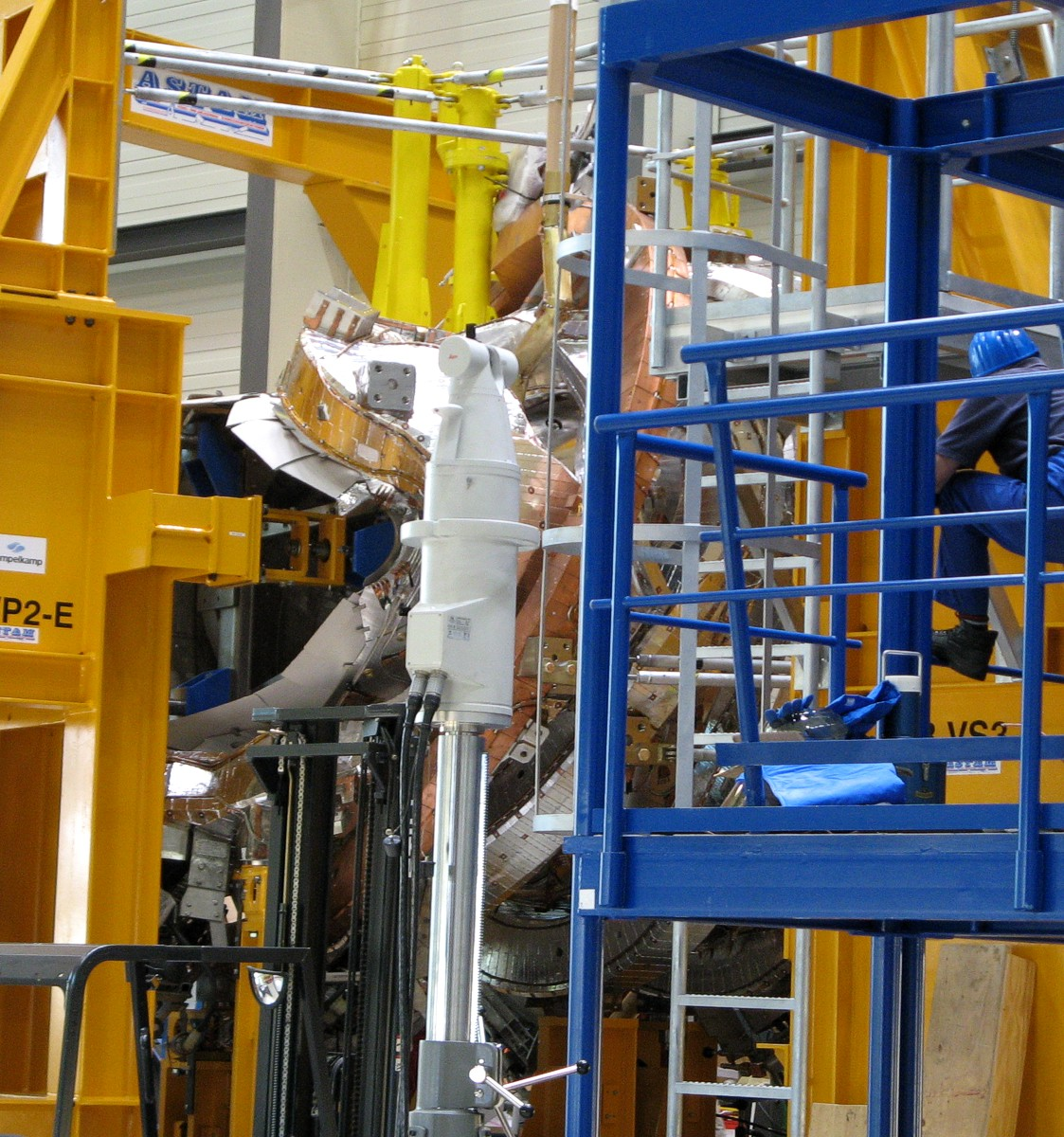
Montage einer der Magnetspulen in eines der fünf Module

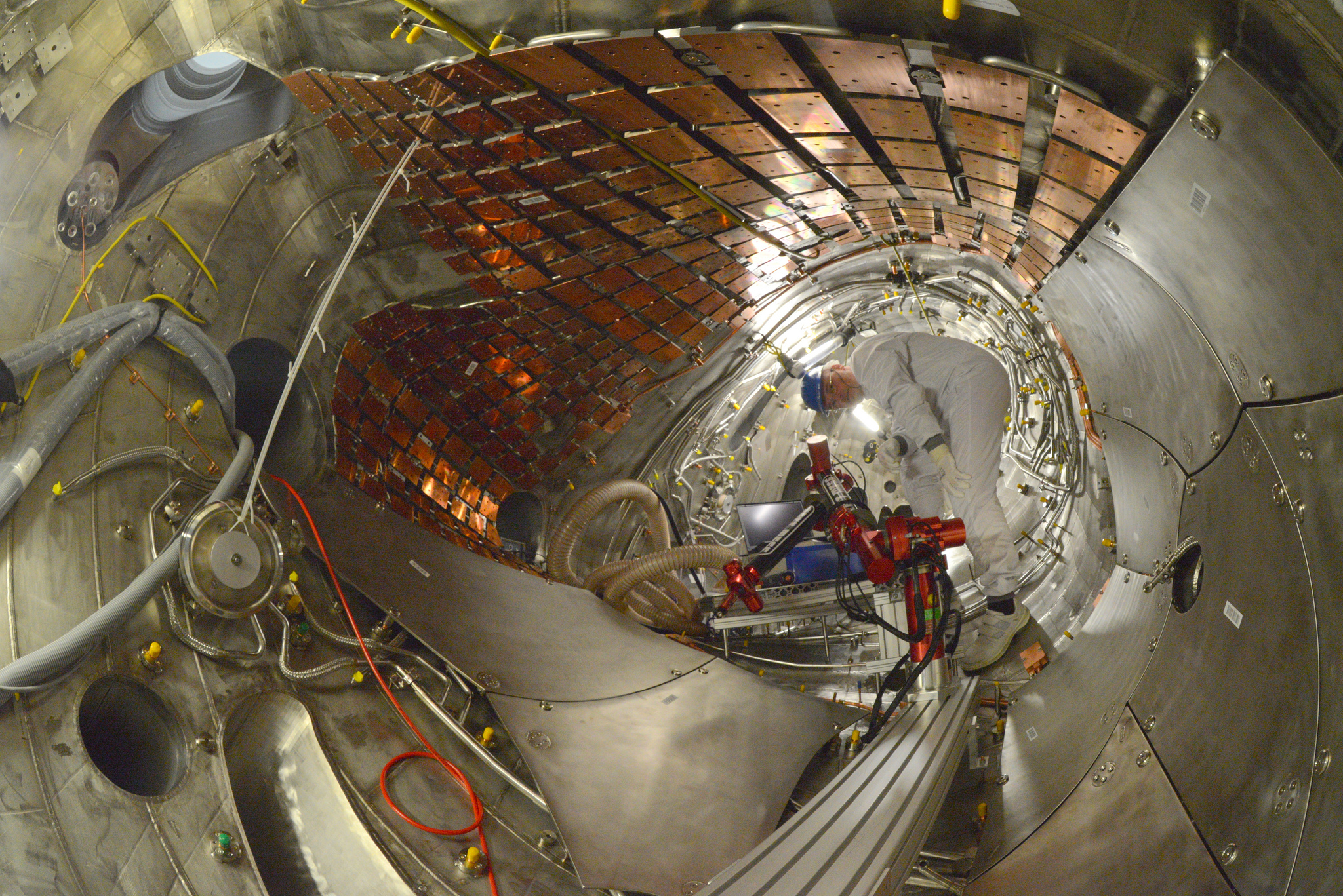
Arbeiten im Plasmagefäß, 2013

Die Entwicklung und der Bau des Stellarators mit seinen nichtplanaren supraleitenden Magnetspulen müssen als Teil des Projekts betrachtet werden.
Für jedes der fünf nahezu baugleichen Module – bestehend aus dem zugehörigen Segment des Plasmagefäßes, nach außen hin umgeben vom Kryoschild, Magnetspulen und Stützstrukturen – wurden außerhalb der Torushalle zwei Halbmodule vormontiert und dann zu einem Modul zusammengefügt und instrumentiert. Letzteres betrifft die Verrohrung der Helium-Kühlleitungen, Stromzuführungen und Hochspannungskabel sowie Diagnostiken zur Quench-Detektion, Sensoren für die Bewegung der supraleitenden Spulen in ihrem Magnetfeld oder kleine Spulen zur Messung der Magnetfeld-Veränderungen, die von im Plasma und im Plasmagefäß fließenden Strömen herrühren (Rogowskispulen). Die Bauzeit eines Moduls betrug insgesamt jeweils 28 Wochen, seine Masse etwa 100 t.
Zur Montage wurde jedes Modul in der Torushalle zunächst in die ebenfalls mit einem Kryoschild versehene untere Hälfte (Unterschale) des Vakuumgefäßes/Außengefäßes gehoben und dort die Instrumentierung vervollständigt. Diese Baugruppe wurde dann auf ihren endgültigen Platz auf dem Maschinenfundament (s. Bild) in der Experimenthalle gebracht, wo sie zunächst mit zusätzlichen Hilfsstützen gehalten werden musste, solange der zentrale Tragring nicht geschlossen war. Die anschließende Stutzenmontage verband Plasmagefäß und Außengefäß und war zeitraubend, da der Einbau der Stutzen mit ihren jeweiligen Strahlungsschilden und die notwendigen Schweißverbindungen unter vergleichsweise engen Bedingungen durchgeführt und qualifiziert werden musste, da alles anschließend nur noch bedingt zugänglich ist. Erst danach konnten die Module untereinander verbunden und nach Ende der Schweißarbeiten innen gereinigt werden, um mit der Montage der Komponenten im Plasmagefäß zu beginnen.
Um eine unsymmetrische Belastung der Divertoren zu verhindern, darf die Stärke von Stör-Magnetfeldern höchstens 10−4 der Stärke des Hauptfeldes betragen.
Dies bedeutet, dass die supraleitenden Kabel nach Zusammenbau nur etwa 1 mm von ihrer Designposition entfernt sein dürfen. Symmetrische Fehler, wie sie beim gleichmäßigen Wickeln der Spulen unvermeidbar sind, dürfen dagegen wesentlich größer sein. Herstellungsprozess und Zusammenbau jeder individuellen Spule wurden daher mit metrologischen Verfahren genau verfolgt und gefundene Abweichungen beim jeweils nächsten Schritt berücksichtigt.
Wegen der geforderten Genauigkeit und der schlechten Zugänglichkeit im Fall einer nachträglichen Reparatur wurde die ganze Montage von ausführlichen Vermessungsarbeiten begleitet. Die komplexe Montage spiegelt auch den Experimentcharakter des W7-X wider, bei dessen Optimierung experimentelle Flexibilität vor technisch einfacherer Realisierbarkeit gestellt wurde.
Zudem muss die Gasdichtigkeit des Experimentes sichergestellt werden. Die Dichtheitsprüfung der verschiedenen Komponenten des Experimentes erfolgt mit den Testgasverfahren der DIN EN 1779 mit dem Edelgas Helium sowie mit einem am Institut entwickelten partiellen Vakuumverfahren, dem sogenannten UST-Verfahren.

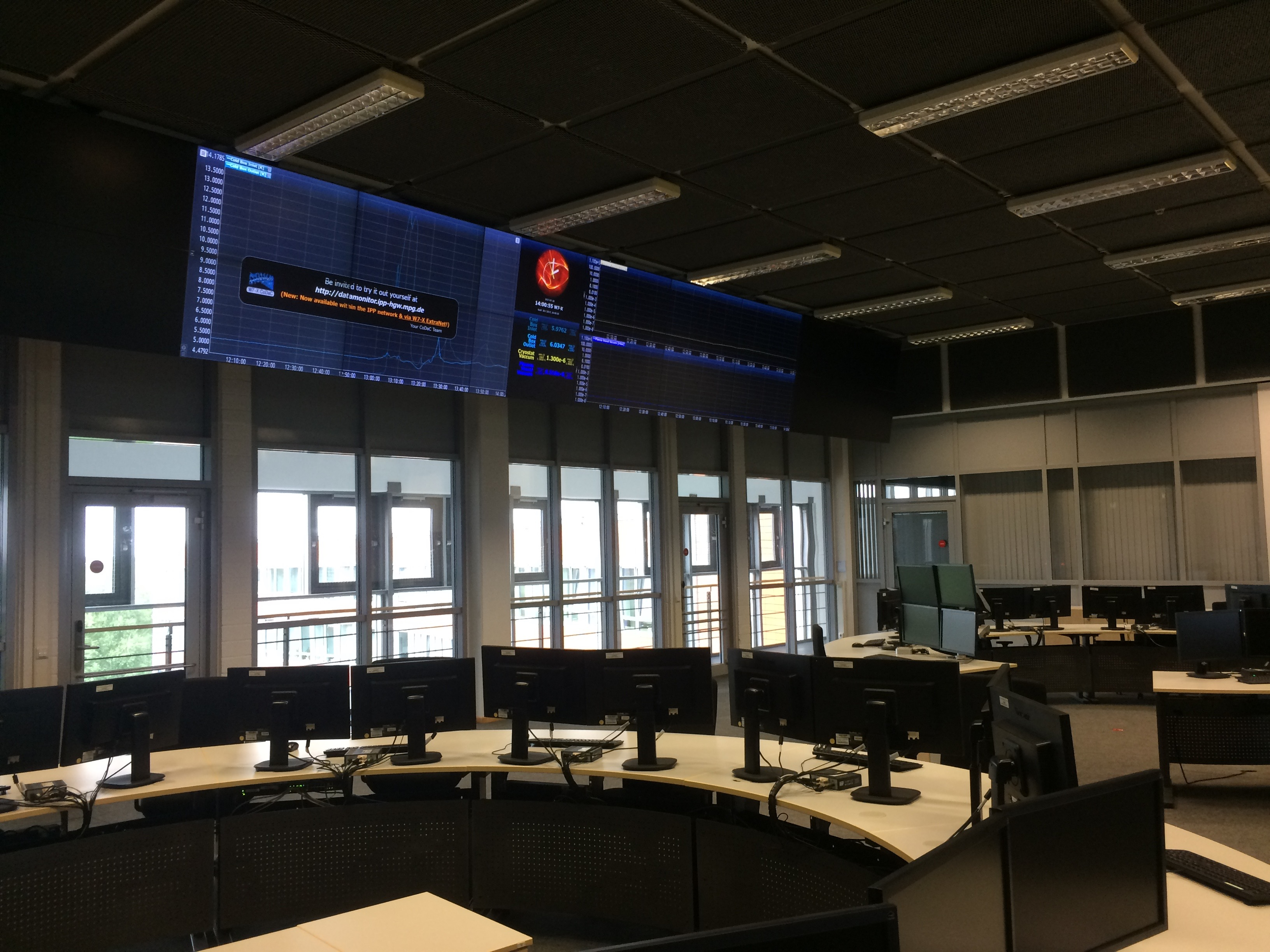
Steuerzentrale im Testbetrieb, 2017

### Erste Betriebsphase

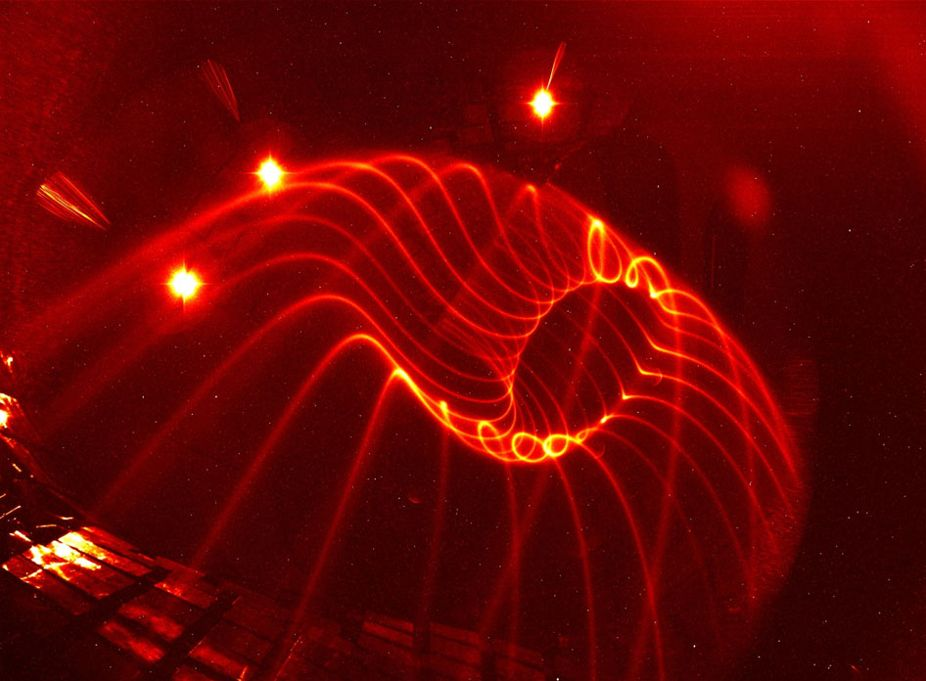
Visualisierung der Magnetfeldlinien in Operationsphase OP1.1

Ende November 2015 wurde die Betriebsgenehmigung erteilt und am 10. Dezember 2015 ein erstes Plasma mit Helium erzeugt. Nach weiteren Experimenten mit Helium wurde am 3. Februar 2016 das erste Wasserstoffplasma erzeugt.
Im Mittelpunkt der bis etwa Mitte März 2016 durchgeführten ersten Betriebsphase (Operationsphase OP1.1) standen zunächst technische Untersuchungen zum Plasmastart, zu Heizung und Diagnostik und zur Experimentsteuerung. Es wurden 2200 Untersuchungen an mit Mikrowellen geheizten Plasmen durchgeführt. Für die nächste Betriebsphase (OP1.2) erfolgte der Einbau eines ungekühlten Testdivertors, die Auskleidung des Plasmagefäßes mit 8000 Grafitkacheln und der Ausbau von Plasmaheizsystemen. Dies erlaubte einen Betrieb bis zu 10 s mit 8 MW ECRH- oder Neutralteilcheninjektion (NBI). Im Vergleich zur ersten Betriebsphase wurde eine Steigerung des Tripelprodukts um den Faktor 8 erreicht: Temperatur der Ionen ≈ 3.4 keV, Dichte ≈ 8·1019 m−3, Einschlusszeit = 200 ms. Je nach eingestellten Parametern konnten Plasmaentladungen bis zu 30 Sekunden (bei 5 MW Heizung) und 100 Sekunden (bei 2 MW Heizung) erzielt werden. Ziel der OP1.2 (Juli bis Oktober 2018) war es, die Richtigkeit der berechneten Optimierung experimentell zu überprüfen und ein integriertes Hoch-Dichte-Szenario als Basis für den in der zweiten Operationsphase (OP2) angestrebten Hochleistungs-Langpulsbetrieb zu entwickeln. Dazu nötig sind Kontrolle und Verständnis der magnetischen Konfiguration auch mit steigendem Plasmadruck, die Kontrolle der radialen Profile von Elektronen- bzw. Ionentemperatur und der Teilchendichte sowie eine hinreichend niedrige Verunreinigungskonzentration im Plasmazentrum. Ein Schwerpunkt sind auf den Divertorbetrieb zugeschnittene Bedingungen am Plasmarand, insbesondere mit tolerablen Belastungen der Divertorplatten.

### Umbau und zweite Betriebsphase
Für die zweite Betriebsphase OP2 ab September 2022 war geplant, dass Wendelstein 7-X eine Heizleistung von 10 MW über eine Entladungsdauer von 30 Minuten erreichen soll. Dazu wurden innerhalb von drei Jahren ein gekühlter, langpulsfähiger Divertor eingebaut, alle anderen Elemente, die mit dem Plasma in Kontakt kommen, mit einer Wasserkühlung ausgestattet sowie das Kryosystem, die Plasmaheizungen und die Messsysteme erweitert.
Nach dem Umbau erreichte die Anlage im Februar 2023 einen Energieumsatz von 1,3 Gigajoule. Damit steigerte sie den Bestwert aus der Zeit vor dem Umbau um den Faktor 17. Die Plasmaentladung erfolgte über einen Zeitraum von 8 Minuten.

## Strahlenschutzaspekte
Wendelstein 7-X untersucht lediglich Plasmen aus Wasserstoff (H) oder Deuterium (D), verwendet also kein Gemisch aus Deuterium und Tritium, wie es für spätere Fusionsreaktoren nötig ist. Der Verzicht hierauf reduziert die Freisetzung von Neutronen und ermöglicht den Zugang zur Anlage und den sie umgebenden Instrumenten jeweils direkt nach Beendigung jedes Versuchs. Dies erleichtert Modifikationen für Folgeversuche. Während des Betriebes ist jedoch der Zugang zur Torushalle aus Sicherheitsgründen (Gefahr von Spannungsüberschlägen, gespeicherte Energie in den Magnetfeldern) generell nicht möglich.
Für den Normalbetrieb ist Wasserstoff als Arbeitsgas vorgesehen. Darüber hinaus sollen Experimente mit Deuterium durchgeführt werden, um auf die Eigenschaften eines Plasmagemisches aus Deuterium und Tritium zu extrapolieren. Dabei können in geringem Maße Fusionsreaktionen zwischen Deuterium-Kernen auftreten, bei denen Neutronen freigesetzt werden. Um diese abzuschirmen, ist die Torushalle mit einer etwa 1,8 m dicken Wand aus boriertem Beton umgeben. Bor ist ein starker Neutronenabsorber; in der Absorptionsreaktion entsteht neben einem Li-7-Kern und einem Alphateilchen auch ein Gammaquant der Energie 478 keV, das aber in der massiven Betonabschirmung absorbiert wird. Somit besteht unmittelbar außerhalb der Torushalle kein Überwachungsbereich im Sinn des Strahlenschutzes, d. h., es kann gearbeitet werden, ohne dass ein Dosimeter zur Überwachung getragen werden muss.
Beim Betrieb mit Deuterium können durch Neutronen in sehr geringer Menge insbesondere Komponenten des Stahls (von Bedeutung ist Cobalt) aktiviert werden. Um dies zu minimieren und nicht im Lauf der Jahre allmählich den Zugang zur Anlage beschränken zu müssen, werden für Bauteile innerhalb der Betonhülle nur ausgesuchte Stahlsorten verwendet.
Durch die Bewegung der Elektronen und Ionen im Plasma entsteht außerdem Röntgenstrahlung, die aber bereits vom Plasmagefäß abgeschirmt wird.
Entsprechend den Anforderungen des Strahlenschutzes und in Vorbereitung der Betriebsgenehmigung der Forschungsanlage wurde vom Landesamt für Gesundheit und Soziales (LAGUS) Mecklenburg-Vorpommern als Genehmigungsbehörde beim TÜV Süd als unabhängigem Gutachter im Februar 2013 ein Strahlenschutzgutachten in Auftrag gegeben.
Das Gutachten wurde im Oktober 2013 veröffentlicht. Darin wurde festgestellt, dass die Forschungsanlage Wendelstein 7-X den Anforderungen des Strahlenschutzes „vollumfänglich“ gerecht wird. In den Jahren 2014 und 2015 fanden entsprechende Prüfungen durch den TÜV Rheinland statt. Jens-Uwe Schmollack, Projektleiter bei TÜV Rheinland, erklärte im Februar 2016 dazu: „Wir haben die vorhandenen Regelwerke unter Berücksichtigung des aktuellen Standes von Wissenschaft und Technik für diesen Spezialfall unter Sicherheitsaspekten völlig neu ausgearbeitet.“

## Kritik
Im Sommer 2012 kritisierte der Landesverband Mecklenburg-Vorpommern des Bundes für Umwelt und Naturschutz Deutschland (BUND), der die Kernfusion insgesamt ablehnt, den Errichtungsprozess der Experimentanlage. Dieser beinhalte nach Ansicht des Umweltverbandes schwere Mängel im Bereich der Strahlensicherheit. Dabei berief sich der BUND auf eine Sichtung der vom Landesamt für Gesundheit und Soziales (LAGUS) Mecklenburg-Vorpommern als Genehmigungsbehörde geführten Akten. Befürchtet wurde unter anderem eine fehlerhafte Zusammensetzung des für die Abschirmung der Anlage verwendeten Strahlenschutzbetons, Risse im Hallendach, eine ungenügende Abschirmung von Neutronen am Hallentor, zu hohe Tritiumwerte in der Abluft sowie der mögliche Austritt von verstrahltem Kühlwasser ins öffentliche Abwassernetz im Katastrophenfall (zu technischen Grundlagen dieser Strahlenschutzaspekte s. o.). Um die Stellungnahme des Max-Planck-Instituts zu den Bedenken zu hinterfragen, berief die Genehmigungsbehörde den TÜV Süd als unabhängigen Gutachter. Das Gutachten stellt fest: „Mit den vorgelegten Unterlagen und den erweiterten Untersuchungen (Kernbohrungen, Berechnungen zur Abschirmwirkung und Variation der Betonparameter […]) konnte nachgewiesen werden, dass der gemäß den Anforderungen an die Betonparameter errichtete Baukörper (Torushalle und Tore) den Anforderungen des Strahlenschutzes hinsichtlich Erfüllung des Schutzzieles vollumfänglich durch eine fachgerechte Planung (Materialien, Dimensionierung) und qualitätsgerechte Rohbauausführung gerecht wird. Er garantiert insbesondere die zuverlässige Einhaltung der Grenzwerte der effektiven Dosis im Kalenderjahr für das Personal, die Bevölkerung und die Umwelt nach §§ 46 und 55 StrlSchV […].“ Trotzdem blieb der BUND bei seiner Auffassung, dass dieses Gutachten des TÜV Süd die notwendige Klärung der Strahlensicherheit nicht umfassend herbeiführen konnte. Die damalige Ministerin für Arbeit, Gleichstellung und Soziales kam zu folgendem Urteil:

„Die Sicherheitsbedenken zur Abschirmwirkung der Torushalle sind durch das Gutachten vollständig entkräftet.“

Die vom Landesamt für Gesundheit und Soziales am 10. Dezember 2015 erteilte Betriebsgenehmigung enthält Auflagen, die vor allem den späteren Betrieb mit Deuterium als Füllgas betreffen.

## Finanzierung
Das Projekt Wendelstein 7-X wird zu etwa 80 % aus nationalen Mitteln und zu etwa 20 % von der Europäischen Union finanziert. Die USA beteiligen sich im Rahmen des Programms „Innovative Approaches to Fusion“ des amerikanischen Energieministeriums mit 7,5 Millionen Dollar. Die nationale Finanzierung erfolgt im Verhältnis 9:1 durch den Bund und das Land Mecklenburg-Vorpommern. Die Investitionen für das Stellaratorexperiment (über die Jahre 1997–2014 summiert) betragen 370 Millionen Euro. Die Gesamtkosten für den IPP-Standort Greifswald, also die Investitionen plus Betriebskosten (Personal und Sachmittel), betragen für diesen Zeitraum von 18 Jahren 1,06 Milliarden Euro. Dies ist wegen der langen Aufbauphase (Personalkosten) mehr als doppelt so viel wie ursprünglich veranschlagt.

## Kooperationspartner

### Deutschland
- Technische Universität Berlin
- Universität Greifswald
- Forschungszentrum Jülich
- Karlsruher Institut für Technologie
- Institut für Grenzflächenverfahrenstechnik und Plasmatechnologie der Universität Stuttgart
- Physikalisch-Technische Bundesanstalt

### Europa
- Commissariat à l’énergie atomique et aux énergies alternatives (Frankreich)
- Centro de Investigaciones Energéticas, Medioambientales y Tecnológicas (Spanien)
- INP Krakau und National Centre for Nuclear Physics (Polen)
- Institute of Plasma Physics and Laser Microfusion, Warschau (Polen)
- KFKI Research Institute for Particle and Nuclear Physics of the Hungarian Academy of Sciences (Ungarn)
- Trilateral Euregio Cluster (Deutschland/Belgien/Niederlande)

### Vereinigte Staaten
- Los Alamos National Laboratory
- Oak Ridge National Laboratory
- Princeton Plasma Physics Laboratory
- University of Wisconsin–Madison

### Japan
- National Institute for Fusion Science

### Videos
- Wendelstein 7-X – Von der Idee zur technischen Umsetzung auf YouTube, vom 20. November 2013
- Wendelstein 7-X: Das erste Helium-Plasma, Max-Planck-Institut für Plasmaphysik, 2015 auf YouTube
- Großexperiment „Wendelstein 7-X“: Hier kommt die Sonne, Der Spiegel, 2015 auf YouTube
- Stellarator Wendelstein 7-X - Bericht, GolemDE, 2015 auf YouTube
- Wendelstein 7-X – Festakt zum ersten Wasserstoffplasma, Max-Planck-Institut für Plasmaphysik, 2016 auf YouTube
- Bernd Hopp: Interview mit Adrian von Stechow vom Wendelstein 7X - follow-up zum Alternativlos-Podcast auf YouTube, vom 2. Oktober, 2017
- Fusionsforschung: Stellarator Wendelstein 7-X in Greifswald, 2020 auf YouTube